# El director
El director (títol original: The Maker) és una pel·lícula estatunidenca dirigida per Tim Hunter, estrenada l'any 1997. Ha estat doblada al català.

## Argument
Josh (Jonathan Rhys-Meyers) és a l'institut, viu amb els seus pares adoptius. Els seus pares autèntics van morir en un accident de cotxe quan tenia 2 anys. Està implicat en petits delictes amb els seus amics. El dia en què fa 18 anys, reapareix el seu germà Walter (Matthew Modine) després de 10 anys d'absència. Walter és un estafador que conduirà al seu germà petit a una perillosa escalada criminal. A més, li revelarà l'autèntica veritat sobre la mort dels seus pares.

## Repartiment
- Matthew Modine: Walter Schmeiss
- Mary-Louise Parker: Oficial Emily Peck
- Jonathan Rhys-Meyers: Josh Minnell
- Michael Madsen